# Brachygrammatella ventralis
Brachygrammatella ventralis är en stekelart som beskrevs av Doutt 1969. Brachygrammatella ventralis ingår i släktet Brachygrammatella och familjen hårstrimsteklar. Inga underarter finns listade.